# Marianne Dahlmo
Marianne Dahlmo, född 1 maj 1965 i Bodø, är en tidigare norsk längdskisåkare som tävlade mellan 1985 och 1994. Hon vann silver i 4 x 5 km stafett vid Vinter-OS 1988 i Calgary och kom åtta i 20 km fristil vid samma OS.
Dahlmo har också vunnit två medaljer i stafett vid VM i längdskidåkning; silver 1987 och brons 1989. Hon vann även 4 världscuptävlingar under senare delen av 1980-talet.